# Saryarqa Qaraghandy

Saryarqa Qaraghandy (kazakiska: Сарыарқа Қарағанды, ryska: Сарыарка Караганда) är en ishockeyklubb från Qaraghandy i Kazakstan. Laget spelar i den ryska ishockeyligan Vyssjaja chokkejnaja liga sedan säsongen 2012/2013, då de vann serien och gick till final i Bratina Cup. I finalen förlorade de mot Toros Neftekamsk). Säsongen 2014/2015 vann man återigen serien och 2014 och 2019 var man återigen i final i playoff, och slutade då även som segrare. Klubben grundades år 2006 och innan de spelade i VHL spelade laget i Kazakiska mästerskapen som de vann 2009. Säsongen 2008/2009 deltog de även i VHL-B.